# Cordillera (Ciales)
Cordillera es un barrio del municipio de Ciales, Puerto Rico. Según el censo de 2020, tiene una población de 1985 habitantes.

## Geografía
Está ubicado en las coordenadas 18°19′31″N 66°29′52″O / 18.32528, -66.49778 (18.325363, -66.49772). Según la Oficina del Censo, tiene una superficie de 10.76 km² de tierra firme y 0.001 km² de agua.

## Demografía
Según el censo de 2020, hay 1985 personas residiendo en la zona. La densidad de población es de 184.5 hab./km². El 16.62% de los habitantes son blancos, el 2.02% son afroamericanos, el 0.15% son amerindios, el 15.87% son de otras razas y el 65.34% son de una mezcla de razas. Del total de la población, el 99.65% son hispanos o latinos de cualquier raza.